# Мекиш
 Тази статия е за растението.  За селото в Търновско вижте Обединение (село).  
Мекишът (Acer tataricum – „татарски клен“) е вид дървесно растение от семейство Сапиндови (Sapindaceae). Включено е в списъка на лечебните растения съгласно Закона за лечебните растения.

## Описание и разпространение
Мекишът е сухоустойчив, непретенциозен широколистен вид, обикновено с размерите на храст или ниско дърво.  Стъблото му е с диаметър около 20 см (до 50 см максимум), покрито от сива гладка кора, която почти не се набраздява с възрастта. Младите клонки са сиво-червеникави и ребристи. Листата са прости, с яйцевидна форма, дълги до 10 см, целокрайни или със слабо (силно – при азиатския подвид ginnala) изразени дялове от всяка страна. Цветовете са бели, събрани в гроздовидни съцветия и се появяват след разлистването. Цъфти през май и масово се посещава от пчелите за нектар и прашец. Плодът е с успоредни или слабо припокриващи се крилатки.
В България се среща навсякъде, самостоятелно или като част от подлеса на различните типове гори и растителни съобщества в равнините и долния планински пояс до 1300 м надморска височина.
Освен значението си като декоративно и медоносно растение, този местен за България вид явор притежава дървесина с добри качества, която обаче не намира голямо приложение заради дребните му размери.

## Галерия
- Кора
- Лист
- Цвят
- Крилатки